# Вяз голландский
Вяз голландский (лат. Ulmus × hollandica) — вид деревьев рода Вяз (Ulmus) семейства Вязовые (Ulmaceae). Является естественным гибридом между вязом шершавым Ulmus glabra и вязом малым Ulmus minor, которые обычно встречаются по всей Европе, где диапазоны родительских видов перекрываются.

## Известные деревья
Большой вяз в роще Магдален-колледжа в Оксфорде, сфотографированный Генри Таунтом в 1900 году, долгое время считавшийся вязом до того, как Генри Джон Элвис идентифицировал его как гибрид, был на некоторое время самым большим вязом, известным в Великобритании, до того, как он был снесен в 1911 году.
|                                                                |  |  |  |
| Фото 1870 года, 1899 года, 1906 года и 1911 года (после сноса) |  |  |  |

Его высота составляла 44 метра, обхват ствола на высоте груди составлял 2,6 метра в диаметре и составлял приблизительно 81 кубический метр (2900 кубических футов) древесины.
Второе дерево поблизости, описанное Элвисом высотой 40 метров и 7 метров в обхвате в 1912 году было подтверждено Хелен Бенкрофт в статье Gardener’s Chronicle в 1934 году как гибрид, он был размножен Хейбруком в 1958 году и выращивался в исследовательском институте вяза Баарн как клон P41. Дерево сохранилось до 1960-х годов.

## Сорта
Широко культивируемый вид. Существует около 40 сортов.
- Ulmus × hollandica 'Alba'
- Ulmus × hollandica 'Angustifolia'
- Ulmus × hollandica 'Balder'
- Ulmus × hollandica 'Bea Schwarz'
- Ulmus × hollandica 'Belgica'
- Ulmus × hollandica 'Blandford'
- Ulmus × hollandica 'Canadian Giant'
- Ulmus × hollandica 'Cicestria'
- Ulmus × hollandica 'Cinerea'
- Ulmus × hollandica 'Commelin'
- Ulmus × hollandica 'Dampieri'
- Ulmus × hollandica 'Dauvessei'
- Ulmus × hollandica 'Daveyi'
- Ulmus × hollandica 'Dumont'
- Ulmus × hollandica 'Elegantissima'
- Ulmus × hollandica 'Eleganto-Variegata'
- Ulmus × hollandica 'Etrusca'
- Ulmus × hollandica 'Fastigiata'
- Ulmus × hollandica 'Fjerrestad'
- Ulmus × hollandica 'Folia Rhomboidea'
- Ulmus × hollandica 'Freja'
- Ulmus × hollandica 'Fulva'
- Ulmus × hollandica 'Gaujardii'
- Ulmus × hollandica 'Groeneveld'
- Ulmus × hollandica 'Haarlemensis'
- Ulmus × hollandica 'Klemmer'
- Ulmus × hollandica 'Loke'
- Ulmus × hollandica 'Macrophylla Aurea'
- Ulmus × hollandica 'Major'
- Ulmus × hollandica 'Microphylla'
- Ulmus × hollandica 'Modiolina'
- Ulmus × hollandica 'Muscaviensis'
- Ulmus × hollandica 'Odin'
- Ulmus × hollandica 'Pioneer'
- Ulmus × hollandica 'Pitteurs'
- Ulmus × hollandica 'Serpentina'
- Ulmus × hollandica 'Smithii'
- Ulmus × hollandica 'Superba'
- Ulmus × hollandica 'Tricolor'
- Ulmus × hollandica 'Tyr'
- Ulmus × hollandica 'Vegeta'
- Ulmus × hollandica 'Viminalis'
- Ulmus × hollandica 'Viscosa'
- Ulmus × hollandica 'Wentworthii Pendula'
- Ulmus × hollandica 'Wredei'
- Ulmus × hollandica 'Ypreau'